# Estelle Brachlianoff
Estelle Brachlianoff, née le 26 juillet 1972 à Neuilly-sur-Seine, est une ingénieure et dirigeante d'entreprise française, directrice générale de Veolia depuis le 1er juillet 2022.

## Biographie

### Formation
Estelle Brachlianoff est diplômée de l’École polytechnique (promotion 1992) et de l'École nationale des ponts et chaussées. Après la fin de ses études, elle est membre du corps des ponts et chaussées.

### Carrière
En 1998, Estelle Brachlianoff commence sa carrière comme chef du service des grandes infrastructures à la direction départementale de l'Équipement du Val-d'Oise.
En 2002, Estelle Brachlianoff est la conseillère du préfet de la région Île-de-France, responsable des questions de transport et d'aménagement.
En 2005, elle intègre l’activité recyclage et valorisation des déchets (anciennement Veolia Propreté) du groupe Veolia en qualité de chargée de mission auprès du directeur général.
Elle occupe successivement les postes de directrice générale de Veolia Propreté Nettoyage et Multiservices en 2008, puis de Veolia Propreté Île-de-France en 2010 et de Veolia Propreté au Royaume-Uni en 2012.
En juillet 2013, Estelle Brachlianoff est nommée directeur de la zone Royaume-Uni et Irlande de Veolia et membre du comité exécutif ainsi que du comité de direction.
En septembre 2018, elle devient directrice générale adjointe, chargée des opérations, membre du comité exécutif du groupe ainsi que du comité de direction.
Au 1er juillet 2022, elle devient directrice générale de Veolia,et membre du conseil d’administration. Elle va poursuivre le plan stratégique impact 20-23 lancé par son prédécesseur Antoine Frérot.

## Autres mandats
De 2015 à 2018, elle est présidente de la Chambre de commerce franco-britannique,.
De janvier 2016 à février 2018, membre du conseil de surveillance de Zodiac Aerospace,.
Depuis mai 2019, elle siège également au conseil de surveillance du Groupe Hermès et membre de son comité d’audit et des risques ainsi que de son comité des rémunérations, des nominations, gouvernance et de la RSE,.
En 2022 Estelle Brachlianoff est membre du Business Council[source insuffisante]. Elle est administratrice au Pacte mondial Réseau France. Estelle Brachlianoff est vice-présidente de l’association française des Entreprises pour l’environnement EPE[source insuffisante]. Elle est membre de l’International Business Leaders' Advisory Council /IBLAC.

## Distinctions
- Chevalière de la Légion d'honneur[18]
- Officier de l'ordre national du Mérite[19],[20]
- Médaille des réservistes volontaires de défense et de sécurité intérieure, or[21]